# Internazionali di Tennis di Baviera 2014
Gli Internazionali di Tennis di Baviera 2014 sono stati un torneo di tennis giocato sulla terra rossa. È stata la 99ª edizione del torneo, facente parte dell'ATP World Tour 250 series nell'ambito dell'ATP World Tour 2014. Il torneo si è giocato al MTTC Iphitos di Monaco di Baviera, in Germania, dal 28 aprile al 4 maggio.

## Partecipanti

### Teste di serie
| Nazione  | Giocatore             | Ranking | Testa di serie* |
| -------- | --------------------- | ------- | --------------- |
| Italia   | Fabio Fognini         | 13      | 1               |
| Germania | Tommy Haas            | 14      | 2               |
| Russia   | Michail Južnyj        | 15      | 3               |
| Francia  | Gaël Monfils          | 24      | 4               |
| Germania | Philipp Kohlschreiber | 26      | 5               |
| Canada   | Vasek Pospisil        | 29      | 6               |
| Spagna   | Feliciano López       | 30      | 7               |
| Italia   | Andreas Seppi         | 35      | 8               |

* Ranking al 21 aprile 2014.

### Altri partecipanti
I seguenti giocatori hanno ricevuto una wild card per il tabellone principale: 
- Dustin Brown
- Peter Gojowczyk
- Alexander Zverev

I seguenti giocatori sono passati dalle qualificazioni: 

- Jan-Lennard Struff
- Albert Ramos Viñolas
- Martin Kližan
- Thomaz Bellucci

## Campioni

### Singolare
Martin Kližan ha sconfitto in finale  Fabio Fognini per 2-6, 6-1, 6-2.
- È il secondo titolo in carriera per Kližan.

### Doppio
Jamie Murray /  John Peers hanno sconfitto in finale  Colin Fleming /  Ross Hutchins per 6-4, 6-2.